# SN 1997bs
SN 1997bs – niepotwierdzona supernowa typu IIn? odkryta 16 kwietnia 1997 roku w galaktyce NGC 3627. Jej maksymalna jasność wynosiła 17,13m.
Prawdopodobnie tzw. fałszywa supernowa.